# Майшукырский сельский округ
Майшукы́рский се́льский окру́г (каз. Майшұқыр ауылдық округі) — административная единица в составе Коргалжынского района Акмолинской области Республики Казахстан.
Административный центр — село Майшукур.

## География
Административно-территориальное образование расположено в северной части района, граничит:
- на севере с Егиндыкольским районом,
- на востоке с Карашалгинским сельским округом,
- на юге с Коргалжынским сельским округом,
- на западе с Амангельдинским сельским округом.

Сельский округ расположен на казахском мелкосопочнике. Рельеф местности в основном представляет собой сплошную равнину с частично водно-болотными угодьями. Перепады высот незначительны; средняя высота округа — около 320 метров над уровнем моря. 
Гидрографическая сеть представлена многочисленными озерами, крупные из них — Кумколь, Ащыколь, Темирастау, Байбота.
Климат холодно-умеренный, с хорошей влажностью. Среднегодовая температура воздуха положительная и составляет около +4,5°С. Среднемесячная температура воздуха в июле достигает +21,1°С. Среднемесячная температура января составляет около -14,3°С. Среднегодовое количество осадков составляет около 370 мм. Основная часть осадков выпадает в период с июня по июль.

## История
В 1989 году существовал как Коммунарский сельсовет (сёла Майшукур, Кумгуль).
В периоде 1991 — 1998 годов Коммунарский сельсовет был преобразован в сельский округ.
В 2019 году Коммунарский сельский округ был переименован в Майшукырский сельский округ.

## Население
| Численность населения | Численность населения | Численность населения |
| 1989                  | 1999                  | 2009                  |
| --------------------- | --------------------- | --------------------- |
| 1605                  | ↘588                  | ↘273                  |

## Состав
| № | Населённый пункт | Тип населённого пункта       | Население, 1989 | Население, 1999 | Население, 2009 |
| - | ---------------- | ---------------------------- | --------------- | --------------- | --------------- |
| 1 | Кумколь          | село                         | 341             | 127             | 64              |
| 2 | Майшукур         | село, административный центр | 1 264           | 461             | 209             |

## Местное самоуправление
Аппарат акима Майшукырского сельского округа — село Майшукур, улица Достык, 4.
- Аким сельского округа — Самуратов Мейрам Молдабекович.